# العلاقات الألمانية السويدية
للعلاقة الألمانية السويدية خلفية تاريخية طويلة، وقد تميزت بالتبادل بين الدول المجاورة لبحر البلطيق في القرن الرابع عشر. يُعد البلدان عضوين في الاتحاد الأوروبي، والأمم المتحدة، ومنظمة الأمن والتعاون في أوروبا، ومجلس دول بحر البلطيق ومجلس أوروبا.
تملك ألمانيا حاليًا سفارة في ستوكهولم، ويتمركز القناصل الفخريون في غوتنبرغ، ويونشوبينغ، وكالمار، ولوليو، ومالمو، وسالين، وأوديفالا، وفيسبي وأموتفورش. تقع السفارة السويدية في ألمانيا في برلين، ويوجد القناصل الفخريون في بريمن، دوسلدورف، إرفورت، فرانكفورت أم ماين، وهامبورغ، وهانوفر، وكيل، ولايبزيغ، ولوبيك ترافيموندي، وميونيخ، روستوك وشتوتغارت.

## العلاقات الاقتصادية
تُعد ألمانيا المورد الرئيسي للسويد. تبلغ كمية الواردات الألمانية في السويد حوالي 17.3%، والنرويجية حوالي 8.7%، والدنماركية حوالي 8.4%. تعد ألمانيا واحدة من الدول الرئيسية للعملاء في السويد. تصدر السويد معظم منتجاتها إلى النرويج، ولكن ألمانيا تشكل 9.8% من صادرات الدول التي تتعامل مع السويد. استوردت ألمانيا بضائع من السويد بمبلغ 13 مليار يورو في عام 2012. تجسدت المنتجات التي تصدرها السويد إلى ألمانيا بالمنتجات الصيدلانية (18.2%)، والورق والورق المقوى (18.3%)، والمعادن (12.5%)، والآلات (8.8%)، والسيارات وقطع الغيار (7.7%)، والخامات المعدنية (6.3%)، والمنتجات الكيماوية (4.6%). تشكل السيارات وقطع الغيار نسبة 18.2% من إجمالي الصادرات الألمانية إلى السويد، و14.5% من الآلات، و9.5% من معدات معالجة البيانات الإلكترونية، و8.5% من المنتجات الكيميائية، و7.7% من المعدات الكهربائية و6.5% من المعادن.
بلغ رصيد الاستثمارات الأجنبية المباشرة للسويد في ألمانيا حوالي 15.243 مليون يورو في عام 2009، وحوالي 16.146 مليون يورو في عام 2010 وحوالي 16.183 مليون يورو في عام 2011. كان رصيد الاستثمارات الأجنبية المباشرة الألمانية في السويد أعلى. بلغ المخزون حوالي 16.336 مليون يورو في عام 2009، وحوالي 20.096 مليون يورو في عام 2010 وحوالي 26.027 مليون يورو في عام 2011. بلغ عدد الشركات الألمانية في السويد حوالي 870 شركة، مع حوالي 50.000 موظف ومبيعات سنوية تقدر بنحو 30 مليار يورو. تتمثل مناطق التركيز الإقليمية بستوكهولم وغوتنبرغ ومالمو.

## السياسة الاجتماعية
تهتم ألمانيا بشكل أساسي بالإنجازات والتطورات الاجتماعية السياسية في السويد. تُعد أقسام رعاية الطفل، وسياسة الأسرة، والتجارة مع ذوي الاحتياجات الخاصة من الأولويات. يمكن تسجيل العلاقات الثنائية في أقسام إصلاح سوق العمل، والتدريب المهني وتأمين رعاية التمريض. ظهرت الشعبوية اليمينية في كلا البلدين.

## العلاقات الثقافية
وُجِّهت السويد مع بقية دول الشمال والدول المنخفضة نحو منطقة اللغة والثقافة الألمانية حتى الحرب العالمية الثانية، واعتُبرت أنها تقع ضمن «مجال النفوذ الألماني»، وأُعيد توجيهها بعد الحرب بشكل سريع نحو المنطقة الأنجلو أمريكية. استُبدِلت اللغة الألمانية بالإنجليزية باعتبارها اللغة الثانية، وذلك على الرغم من أنها لا تزال تحتفظ بمكانتها كاللغة الأجنبية الأكثر شعبية لدى طلاب المدارس (قبل الإسبانية، والفرنسية، والفنلندية، والإيطالية، والعربية، والتركية، والكردية، واليونانية، والروسية). كان معهد غوته والمدرسة الألمانية في ستوكهولم بالإضافة إلى العديد من المدارس الشريكة قلقين بشأن دعم اللغة الألمانية في السويد.
يقدم تجمع اللغة الألمانية في الخارج والجمعيات الألمانية السويدية مساهمة إيجابية في تدخل الثقافة الألمانية في السويد. يحظى إنتاج الأفلام الألمانية في السينما والتلفزيون السويديين بنجاح كبير، وكانت المواضيع التاريخية في مقدمة اهتماماتهم. يتوجه كل من الفرق والفنانين الألمانيين بانتظام نحو السويد بسبب العروض المسرحية. يوجد هناك طلب مرتفع على الأدب الكلاسيكي الألماني، وهناك مقالات عن الحياة اليومية في ألمانيا في الصحافة السويدية من وقت لآخر، وخاصة عن الحياة في العاصمة برلين.

## مقارنة بين البلدين
هذه مقارنة عامة ومرجعية للدولتين:
| وجه المقارنة                                              | ألمانيا                                                                              | السويد                                                                               |
| --------------------------------------------------------- | ------------------------------------------------------------------------------------ | ------------------------------------------------------------------------------------ |
| المساحة (كم2)                                             | 357.41 ألف                                                                           | 450.30 ألف                                                                           |
| عدد السكان (نسمة)                                         | 81.29 مليون                                                                          | 10.16 مليون                                                                          |
| الكثافة السكانية (ن./كم²)                                 | 227.44                                                                               | 22.56                                                                                |
| العاصمة                                                   | بون، برلين                                                                           | ستوكهولم                                                                             |
| اللغة الرسمية                                             | اللغة الألمانية                                                                      | اللغة السويدية، لغات السامي، اللغة الفنلندية، منكيلي، اللغة الرومنية، اللغة اليديشية |
| العملة                                                    | يورو، مارك ألماني                                                                    | كرونة سويدية                                                                         |
| الناتج المحلي الإجمالي (بليون دولار)                      | 3.68 تريليون                                                                         | 538.04 مليار                                                                         |
| الناتج المحلي الإجمالي (تعادل القوة الشرائية) بليون دولار | 3.92 تريليون                                                                         | 469.01 مليار                                                                         |
| الناتج المحلي الإجمالي الاسمي للفرد دولار أمريكي          | 41.31 ألف                                                                            | 50.58 ألف                                                                            |
| الناتج المحلي الإجمالي للفرد دولار أمريكي                 | 46.40 ألف                                                                            | 45.30 ألف                                                                            |
| مؤشر التنمية البشرية                                      | 0.926                                                                                | 0.907                                                                                |
| رمز المكالمات الدولي                                      | +49                                                                                  | +46                                                                                  |
| رمز الإنترنت                                              | .de                                                                                  | .se                                                                                  |
| المنطقة الزمنية                                           | توقيت وسط أوروبا، ت ع م+01:00، ت ع م+02:00، توقيت أوروبا الوسطى المعياري (ت غ م +1) ‏ | توقيت وسط أوروبا، ت ع م+01:00، ت ع م+02:00، أوروبا/ستوكهولم ‏                         |

## مدن متوأمة
في ما يلي قائمة باتفاقيات التوأمة بين مدن ألمانية وسويدية:
- ترتبط هالفر مع Katrineholm [الإنجليزية]‏ باتفاقية توأمة.
- ترتبط غيفهورن مع Hallsberg [الإنجليزية]‏ باتفاقية توأمة.
- ترتبط كامن مع انجلهولم باتفاقية توأمة.
- ترتبط إكرنفورده مع هسلهولم باتفاقية توأمة.
- ترتبط آبلدا مع Mark Municipality [الإنجليزية]‏ باتفاقية توأمة.
- ترتبط Teterow [الإنجليزية]‏ مع Sjöbo [الإنجليزية]‏ باتفاقية توأمة.
- ترتبط بلوشينغن مع لاندسكرونا باتفاقية توأمة.
- ترتبط باد هونيف مع Ludvika [الإنجليزية]‏ باتفاقية توأمة.
- ترتبط شفيرين مع فاكسيو باتفاقية توأمة منذ 1999.[23][23][23][23]
- ترتبط شترومبرغ مع Finspång Municipality [الإنجليزية]‏ باتفاقية توأمة.
- ترتبط Husby, Germany [الإنجليزية]‏ مع Vänersborg Municipality [الإنجليزية]‏ باتفاقية توأمة.
- ترتبط شتاده مع Karlshamn Municipality [الإنجليزية]‏ باتفاقية توأمة.
- ترتبط كوريتس مع Svalöv [الإنجليزية]‏ باتفاقية توأمة.
- ترتبط Mühltal [الإنجليزية]‏ مع Vingåker [الإنجليزية]‏ باتفاقية توأمة.
- ترتبط بوركن مع Mölndal [الإنجليزية]‏ باتفاقية توأمة منذ 1987.[24][24][25][25]
- ترتبط لوبيك مع فيسبي باتفاقية توأمة منذ 1969.[26][26][27][27]
- ترتبط شنفردينغن مع Eksjö Municipality [الإنجليزية]‏ باتفاقية توأمة.
- ترتبط كاسل مع Västerås Municipality [الإنجليزية]‏ باتفاقية توأمة منذ 1958.[28]
- ترتبط Steglitz-Zehlendorf [الإنجليزية]‏ مع Ronneby [الإنجليزية]‏ باتفاقية توأمة منذ 1988.[29][29][29][29]
- ترتبط باد كوتستينغ مع Oxelösund [الإنجليزية]‏ باتفاقية توأمة.
- ترتبط بارت مع Simrishamn Municipality [الإنجليزية]‏ باتفاقية توأمة.
- ترتبط بيرغ مع Berg Municipality [الإنجليزية]‏ باتفاقية توأمة.
- ترتبط Tarp, Germany [الإنجليزية]‏ مع Örnsköldsvik Municipality [الإنجليزية]‏ باتفاقية توأمة.
- ترتبط زوست مع فيسبي باتفاقية توأمة.
- ترتبط هويرسفيردا مع Stenungsund [الإنجليزية]‏ باتفاقية توأمة.
- ترتبط نويزيس مع Eksjö Municipality [الإنجليزية]‏ باتفاقية توأمة.
- ترتبط فولغاست مع Sölvesborg Municipality [الإنجليزية]‏ باتفاقية توأمة.
- ترتبط آنكلام مع بلدية بورلوف باتفاقية توأمة.
- ترتبط فلادونغن مع Nora Municipality [الإنجليزية]‏ باتفاقية توأمة.
- ترتبط لينجيدي مع Alvesta Municipality [الإنجليزية]‏ باتفاقية توأمة.
- ترتبط إسلينغن آم نيكار مع نورشوبينغ باتفاقية توأمة منذ 1996.
- ترتبط رندسبورغ مع Piteå Municipality [الإنجليزية]‏ باتفاقية توأمة منذ 1975.[30][30][30][30]
- ترتبط فيتشتوك مع Höganäs [الإنجليزية]‏ باتفاقية توأمة.
- ترتبط شترالزوند مع تريليبورج باتفاقية توأمة منذ 1991.[31][31]
- ترتبط ليرته مع Mönsterås Municipality [الإنجليزية]‏ باتفاقية توأمة منذ 1970.[32][32][32][32]
- ترتبط برغن آوف روغن مع Svedala Municipality [الإنجليزية]‏ باتفاقية توأمة.
- ترتبط Kaufungen [الإنجليزية]‏ مع Ale Municipality [الإنجليزية]‏ باتفاقية توأمة.
- ترتبط راتسهبورغ مع سترينغنس باتفاقية توأمة منذ 23 أغسطس 1969.
- ترتبط غريمن مع Staffanstorp [الإنجليزية]‏ باتفاقية توأمة.
- ترتبط فورتسبورغ مع Umeå Municipality [الإنجليزية]‏ باتفاقية توأمة منذ 1966.[33][33][34][34]
- ترتبط Hagenow [الإنجليزية]‏ مع Säffle Municipality [الإنجليزية]‏ باتفاقية توأمة.
- ترتبط Oedheim [الإنجليزية]‏ مع Degerfors Municipality [الإنجليزية]‏ باتفاقية توأمة.
- ترتبط زاسنيتس مع تريليبورج باتفاقية توأمة منذ 9 يونيو 2007.
- ترتبط شليبن مع Ljusdal Municipality [الإنجليزية]‏ باتفاقية توأمة.
- ترتبط غرفسمولن مع Laxå Municipality [الإنجليزية]‏ باتفاقية توأمة.
- ترتبط فيسمار مع كالمار باتفاقية توأمة منذ 1961.
- ترتبط Lüchow, Schleswig-Holstein [الإنجليزية]‏ مع Hällefors Municipality [الإنجليزية]‏ باتفاقية توأمة.
- ترتبط Rellingen [الإنجليزية]‏ مع Munkedal Municipality [الإنجليزية]‏ باتفاقية توأمة.
- ترتبط غادهبوش مع Åmål Municipality [الإنجليزية]‏ باتفاقية توأمة.[35]
- ترتبط غرايفسفالد مع Lund Municipality [الإنجليزية]‏ باتفاقية توأمة منذ 18 فبراير 1988.[26][36][36][37]
- ترتبط جزيرة بويل مع Hammarö Municipality [الإنجليزية]‏ باتفاقية توأمة.
- ترتبط غوترسلوه مع فالون باتفاقية توأمة.
- ترتبط شونبرغ مع Färgelanda Municipality [الإنجليزية]‏ باتفاقية توأمة.
- ترتبط إسبلكامب مع بوروس باتفاقية توأمة.
- ترتبط إرلنغن مع إسكيلستونا باتفاقية توأمة منذ 1964.
- ترتبط كفيكبورن مع Boxholm [الإنجليزية]‏ باتفاقية توأمة.
- ترتبط لاوف آن در بغنيتز مع نيشوبينغ باتفاقية توأمة.

## منظمات دولية مشتركة
يشترك البلدان في عضوية مجموعة من المنظمات الدولية، منها:
| علم المنظمة | اسم المنظمة                               | تاريخ انضمام ألمانيا | تاريخ انضمام السويد |
| ----------- | ----------------------------------------- | -------------------- | ------------------- |
|             | مؤسسة التمويل الدولية                     | 20 يوليو 1956        | 20 يوليو 1956       |
|             | يونسكو                                    | 11 يوليو 1951        | 23 يناير 1950       |
|             | مجموعة أستراليا                           | 1985                 | 1991                |
|             | المرصد الأوروبي الجنوبي                   | 1962                 | 1962                |
|             | اتحاد المدفوعات الأوروبي ‏                 | ?                    | ?                   |
|             | مركز تنسيق الحركة في أوروبا ‏              | ?                    | ?                   |
|             | مجموعة الموردين النوويين                  | ?                    | ?                   |
|             | الوكالة الدولية للطاقة                    | ?                    | ?                   |
|             | مؤسسة التنمية الدولية                     | 24 سبتمبر 1960       | 24 سبتمبر 1960      |
|             | منظمة التعاون الاقتصادي والتنمية          | 27 سبتمبر 1961       | ?                   |
|             | المركز الدولي لتسوية المنازعات الاستشارية | 18 مايو 1969         | 28 يناير 1967       |
|             | وكالة ضمان الاستثمار متعدد الأطراف        | 12 أبريل 1988        | 12 أبريل 1988       |
|             | منظمة حظر الأسلحة الكيميائية              | 29 أبريل 1997        | ?                   |
|             | المنظمة الأوروبية لسلامة الملاحة الجوية   | 1960                 | 1995                |
|             | البنك الإفريقي للتنمية                    | ?                    | ?                   |
|             | الأمم المتحدة                             | 18 سبتمبر 1973       | 19 نوفمبر 1946      |
|             | الاتحاد الدولي للاتصالات                  | 1866                 | 1866                |
|             | المنظمة الهيدروغرافية الدولية             | ?                    | ?                   |
|             | منظمة الشرطة الجنائية الدولية             | ?                    | ?                   |
|             | البنك الدولي للإنشاء والتعمير             | 14 أغسطس 1952        | 31 أغسطس 1951       |
|             | منظمة الأمن والتعاون في أوروبا            | 25 يونيو 1973        | 25 يونيو 1973       |
|             | وكالة الفضاء الأوروبية                    | 31 مايو 1977         | ?                   |
|             | الاتحاد البريدي العالمي                   | 1 يوليو 1875         | ?                   |
|             | منظمة التجارة العالمية                    | ?                    | 1995                |
|             | الفريق المعني برصد الأرض                  | ?                    | ?                   |
|             | بنك التنمية الآسيوي                       | 1966                 | 1966                |
|             | نظام تحكم تكنولوجيا القذائف               | 1987                 | 1991                |
|             | مجلس دول بحر البلطيق                      | 1992                 | ?                   |
|             | مجلس أوروبا                               | 13 يوليو 1950        | ?                   |
|             | الاتحاد الأوروبي                          | 25 مارس 1957         | 1995                |
|             | اتفاقية السماوات المفتوحة                 | ?                    | ?                   |

## أعلام
هذه قائمة لبعض الشخصيات التي تربطها علاقات بالبلدين:
- آني فريد لينغستاد (مغنية سويدية، 15 نوفمبر 1945[72] – )
- أوتو ليلينتال (23 مايو 1848[73][74][75] – 10 أغسطس 1896[73][74][75])
- أولف فون أولر (7 فبراير 1905[76][77] – 9 مارس 1983[76][77])
- الأميرة أستل (أميرة من السويد، دوقة أوسترجوتلاند، 23 فبراير 2012 – )
- إنغريد برغمان (ممثلة سويدية، 29 أغسطس 1915[78][79][80] – 29 أغسطس 1982[78][79][80])
- إينغفار كامبراد (رجل أعمال سويدي، 30 مارس 1926[81] – 27 يناير 2018)
- جويل كينمان (25 نوفمبر 1979[82][83] – )
- سيلفيا ملكة السويد (23 ديسمبر 1943[84] – )
- فريدريك رينفلت (سياسي سويدي، 4 أغسطس 1965[85] – )
- فيكتوريا (14 يوليو 1977[86] – )
- كارل فيليب دوق فارملاند (13 مايو 1979 – )
- كارل لاغرفيلد (مصمم أزياء ومصور ألماني، 10 سبتمبر 1933[87][88] – 19 فبراير 2019)
- كرستينا ملكة السويد (18 ديسمبر 1626[89][90] – 19 أبريل 1689[89][90])
- مادلين (10 يونيو 1982 – )
- ماكس فون سيدو (ممثل سويدي، 10 أبريل 1929[91][92][93] – )

## وصلات خارجية
- موقع وزارة الخارجية الألمانية
- موقع وزارة الخارجية السويدية